# Castellanos de Villiquera
Castellanos de Villiquera település Spanyolországban, Salamanca tartományban. Castellanos de Villiquera Villamayor, Valverdón, Calzada de Valdunciel, Valdunciel, Palencia de Negrilla, Negrilla de Palencia, La Vellés, Monterrubio de Armuña és Villares de la Reina községekkel határos. Lakosainak száma 703 fő (2024).

## Népesség
A település népessége az elmúlt években az alábbi módon változott:
| Lakosok száma | 585  | 577  | 651  | 692  | 686  | 698  | 670  | 617  | 673  | 703  |
|               | 2001 | 2004 | 2007 | 2009 | 2012 | 2014 | 2017 | 2019 | 2022 | 2024 |